# Orsolobus pucatrihue
Orsolobus pucatrihue är en spindelart som beskrevs av Forster och Norman I. Platnick 1985. Orsolobus pucatrihue ingår i släktet Orsolobus och familjen Orsolobidae. Inga underarter finns listade i Catalogue of Life.